# Pete Cabrinha
Pete Cabrinha es un practicante de surf, kitesurf y windsurf de los Estados Unidos. Ha sido el ganador de El Billabong XXL, Proyecto Billabong Odyssey. 

## Trayectoria
Se inició en 2001 con el objetivo de encontrar y surfear la ola de 100 pies (30,5 metros de altura) en los siguientes tres años por las costas en tres expediciones anuales, dos en el hemisferio norte entre octubre y marzo y una en el hemisferio sur, entre junio y agosto. Billabong Odyssey tuvo que hacer un seguimiento y una predicción meteorológica para seguir y situar la mayor ola posible en algún lugar del noroeste del Pacífico en Estados Unidos, Sudáfrica, Irlanda, Chile, Tasmania, islas remotas en el Pacífico Sur y Pacífico Norte. Pete Cabrinha fue el ganador por su actuación en Jaws y Maui.
- Datos: Q7171879
- Multimedia: Pete Cabrinha / Q7171879